# 天山之戰 (西漢)
天山之戰，是發生在公元前99年西漢與匈奴的戰役，地點是在現在新疆的天山，戰鬥以李廣利率領的漢軍戰敗結束。

## 序幕
在漠北之戰後，漢匈均遭受重大損失，此後戰鬥暫時停止了。經過一段時期的恢復，匈奴開始再次入侵漢朝的邊界。最終，漢武帝命令李廣利對匈奴發動進攻。

## 戰鬥
公元前99年，李廣利率領3萬名騎兵襲擊了天山的匈奴部隊。這次襲擊是成功的，敵人損失總計超過一萬。但是，隨著漢軍撤退，它被敵軍包圍，許多士兵死於飢餓。最終，李廣利在趙充國的幫助下逃脫了，但此時將近60％的士兵喪生了。領導五千名騎兵的李陵也遭到了匈奴的襲擊，他最終投降了(後成為堅昆的王)。